# Svartifoss
La Svartifoss est une cascade d'Islande située dans le parc national de Skaftafell.
Ce qui fait la renommée de cette chute n'est pas sa taille ou sa puissance, mais les magnifiques formations d'orgues basaltiques que l'on peut voir autour et qui lui ont donné son nom (svart = noir). De plus, la présence d'arbres aux alentours (bouleaux) rend le site très différent de ce que l'on peut observer habituellement en Islande.